# Киекен
Киеке́н (рос. Кыэкен) — село у складі Шилкинського району Забайкальського краю, Росія. Входить до складу Богом'ягковського сільського поселення.

## Населення
Населення — 97 осіб (2010; 121 у 2002).
Національний склад (станом на 2002 рік):
- росіяни — 94 %